# Isle of Man TT 1950
Isle of Man TT 1950 je bila prva dirka motociklističnega prvenstva v sezoni 1950. Potekala je na dirkališču Isle of Man.

## Razred 500 cm3
| Poz | Dirkač            | Moštvo    | Hitrost   | Čas       | Zaostanek |
| --- | ----------------- | --------- | --------- | --------- | --------- |
| 1   | Geoff Duke        | Norton    | 92.37 mph | 2:51:45.6 | + 0:00    |
| 2   | Artie Bell        | Norton    | 90.86     | 2:54:25.6 | +2:40.0   |
| 3   | Johnny Lockett    | Norton    | 90.37     | 2:55:22.4 | +3:36.8   |
| 4   | Leslie Graham     | AJS       | 90.11     | 2:55:52.0 | +4:06.4   |
| 5   | Harold L Daniell  | Norton    | 89.78     | 2:56:31.0 | +4:45.4   |
| 6   | Reg Armstrong     | Velocette | 86.83     | 3:02:31.4 | +10:45.8  |
| 7   | Dickie Dale       | Norton    | 86.48     | 3:03:15.6 | +11:30.0  |
| 8   | Cromie McCandless | Norton    | 86.45     | 3:03:19.6 | +11:34.0  |
| 9   | Jack Brett        | Norton    | 86.18     | 3:03:53.2 | +12:07.6  |
| 10  | Harry Hinton      | Norton    | 85.94     | 3:04:25.4 | +12:40.2  |

## Razred 350 cm3
| Poz | Dirkač            | Moštvo    | Hitrost   | Čas       | Zaostanek |
| --- | ----------------- | --------- | --------- | --------- | --------- |
| 1   | Artie Bell        | Norton    | 86.33 mph | 3:03:35.0 | + 0:00    |
| 2   | Geoff Duke        | Norton    | 85.73     | 3:04:52.0 | +1:17.0   |
| 3   | Harold Daniell    | Norton    | 84.33     | 3:07:56.0 | +4:21.0   |
| 4   | Leslie Graham     | AJS       | 84.33     | 3:08:03.8 | +4:28.8   |
| 5   | Edward Frend      | AJS       | 83.88     | 3:08:56.4 | +5:21.4   |
| 6   | Johnny Lockett    | Norton    | 83.28     | 3:10:18.2 | +6:43.2   |
| 7   | Dickie Dale       | AJS       | 83.11     | 3:10:41.2 | +7:06.2   |
| 8   | Cromie McCandless | Norton    | 82.43     | 3:12:16.6 | +8:41.6   |
| 9   | Ken Bills         | Velocette | 82.35     | 3:12:28.0 | +8:53.0   |
| 10  | Harry Hinton      | Norton    | 81.99     | 3:13:18.4 | +10:43.4  |

## Razred 250 cm3
| Poz | Dirkač          | Moštvo     | Hitrost   | Čas       | Zaostanek |
| --- | --------------- | ---------- | --------- | --------- | --------- |
| 1   | Dario Ambrosini | Benelli    | 78.08 mph | 3:22:58.0 | + 0:00    |
| 2   | Maurice Cann    | Moto Guzzi | 78.07     | 3:22:58.2 | +0:00.2   |
| 3   | Ronald Mead     | Velocette  | 75.6      | 3:29:38.0 | +6:30.0   |
| 4   | Roland Pike     | Rudge      | 74.14     | 3:33:45.0 | +10:37.0  |
| 5   | Len Bayliss     | LB Special | 71.53     | 3:41:33.0 | +18:25.0  |
| 6   | Arnold Jones    | Moto Guzzi | 71.17     | 3:42:41.2 | +11:54.0  |
| 7   | Sven Sorensen   | Excelsior  | 69.44     | 3:48:13.0 | +16:01.8  |
| 8   | Frank Cope      | AJS        | 68.73     | 3:50:34.0 | +18:22.8  |
| 9   | R. Edwards      | CTS        | 67.21     | 3:55:47.0 | +23:35.8  |
| 10  | Norman Webb     | Excelsior  | 66.87     | 3:57:00.0 | +24:48.8  |